# Holthausen (Düsseldorf)

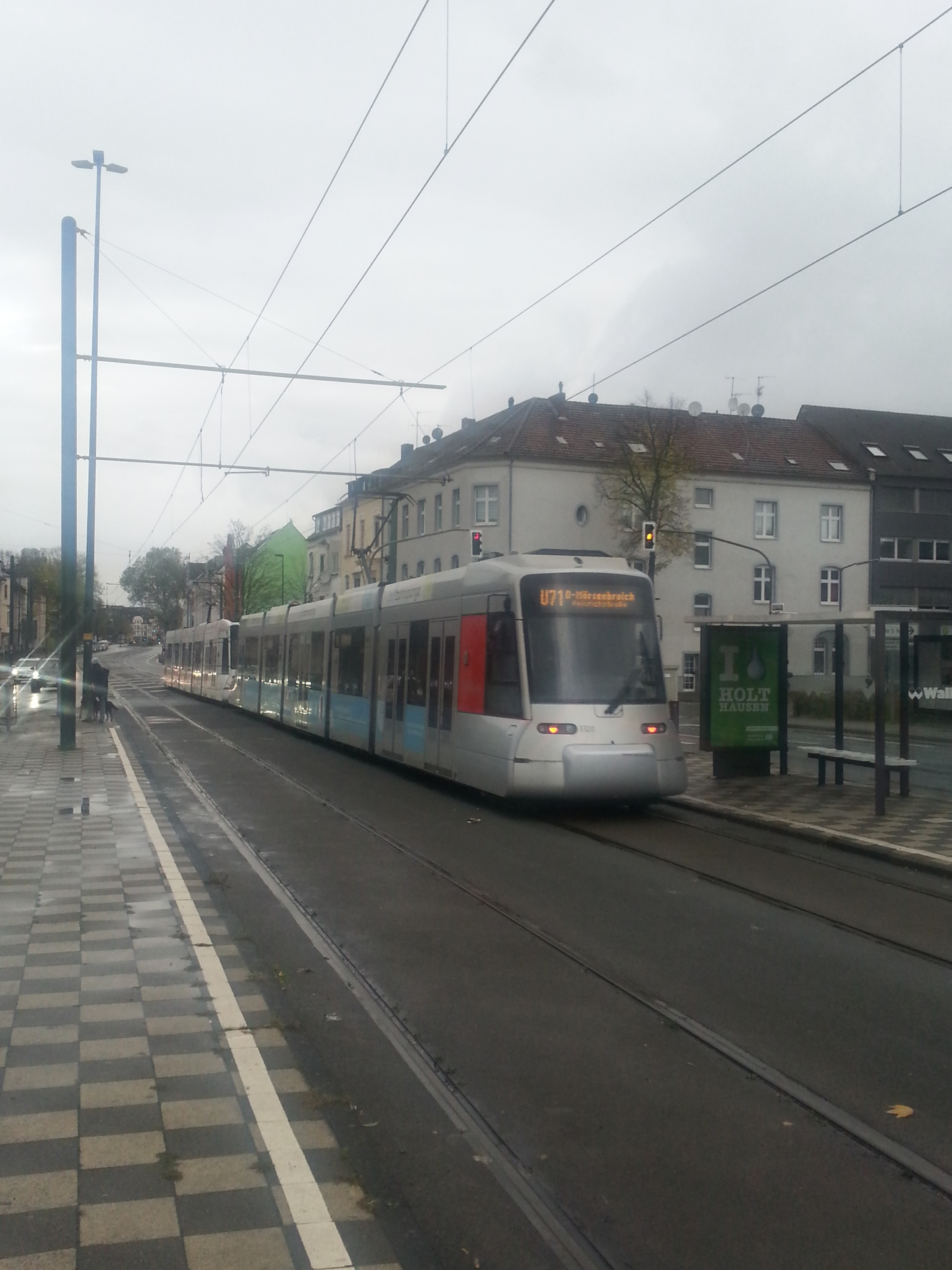
Tramwaj U71 na przystanku Düsseldorf Niederheid

Holthausen, Düsseldorf-Holthausen — dzielnica miasta Düsseldorf w Niemczech, w okręgu administracyjnym 9, w kraju związkowym Nadrenia Północna-Westfalia, w rejencji Düsseldorf.  